# 恩迪内加伊阿诺
恩迪内加伊阿诺（義大利語：Endine Gaiano），是意大利贝加莫省的一个市镇。总面积20.88平方公里，人口3518人，人口密度168.5人/平方公里（2009年）。国家统计（ISTAT）代码为016093。